# Lee (Massachusetts)
Lee è un comune degli Stati Uniti d'America facente parte della contea di Berkshire nello stato del Massachusetts.